# Nome in codice: Rose
Nome in codice: Rose (Nom de code: Rose) è un film per la televisione di Arnauld Mercadier, realizzato nel 2012. In Italia è stato trasmesso per la prima volta su Rai 1 nel gennaio 2015.

## Trama
Margot Chapelier è sposata con Fabrice, ha tre figli, una madre eccentrica ed invadente e una vita frenetica. La sua routine viene sconvolta quando i servizi segreti francesi le chiedono una collaborazione per sventare una minaccia batteriologica: Margot infatti lavora come segretaria personale di Laurence De Seznac, direttrice di una società di import-export chiamata "Maison Exotique"; i servizi segreti sospettano che Laurence sia stata contattata dal criminale Marc-Antoine Lebrun, che vuole entrare in possesso di un pericoloso virus tramite la società. Margot si ritrova suo malgrado ad essere assoldata come spia dal giovane e affascinante agente François Xavier Baudat, che le affida varie missioni sotto copertura. La maldestra Margot, sotto il nome in codice di Rose, finisce così per essere invischiata in un grosso complotto internazionale e allo stesso tempo continua ad occuparsi dei suoi familiari tentando di tenere loro nascosta la sua attività spionistica.